# Jaume Bofill i Mates
Pour les articles homonymes, voir Bofill.
Jaume Bofill i Mates, également connu sous le nom de plume  Guerau de Liost, né à Olot en 1878 et mort à Barcelone en 1933, est un poète de langue catalane et homme politique catalaniste.

## Biographie
Issu d'une famille de propriétaires terriens de Montseny, il étudie le droit et la philosophie à l'Université de Barcelone.
Il entame sa carrière politique dans les rangs de la Lliga Regionalista comme conseiller municipal de Barcelone. Il s'y confronte aux partisans d'Alejandro Lerroux. En 1919 il est député de la Mancommunauté de Catalogne, dont il intègre le département de culture. Il est également membre de l'Institut d'Estudis Catalans. En 1922 il participe à la fondation du parti Acció Catalana, mais finit par rejoindre la Lliga en raison de divergences idéologiques. Durant la Seconde République, il est député au congrès en 1931 et 1932.
Il travaille en tant que journaliste pour La Veu de Catalunya puis, à partir de 1922, écrit dans La Publicitat, organe d'expression d'Acció Catalana.
En tant que poète il publie Somnis (1913), La ciutat d'ivori (1918), Selvatana amor (1920), Ofrena rural (1926) et La muntanya d'ametistes (1908), considéré comme son œuvre majeure, avec un prologue d'Eugeni d'Ors et Josep Carner dans la réédition de 1933. En 1929 il publie Sàtires.
Il est le père du philosophe Jaume Bofill i Bofill (1910-1965).